# 蒙泰尔 (阿列日省)
蒙泰尔（法語：Montels）是法国阿列日省的一个市镇，属于富瓦区（Foix）拉巴斯蒂德德塞鲁县（La Bastide-de-Sérou）。该市镇2009年时的人口为158人。

## 人口
蒙泰尔人口变化图示
| 数据来源：INSEE |